# Vineland
Vineland är en roman av den amerikanske författaren Thomas Pynchon utgiven 1990. Den utkom i svensk översättning 1992.
Romanen utspelar sig bland hippies i norra Kalifornien år 1984 med tillbakablickar på 1960-talet. Det är en samhällskritisk satir om USA under Richard Nixons och Ronald Reagans presidentskap.

## Källa
Pynchon, Thomas; Hans-Jacob Nilsson (1992). Vineland. Albert Bonniers förlag. ISBN 91-0-055059-0